# Gospa Donska
Gospa Donska ili Donska ikona Majke Božje (ruski: Донская икона Божией Матери) ikona je iz 14. stoljeća, koja predstavlja Djevicu Mariju s Djetetom Isusom. 
Ikona se čuva u Galeriji Tretjakov u Moskvi, prikazuje kompoziciju Eleusa, kod koje je Dijete Isus smješten uz obraz Blažene Djevice Marije. Podrijetlo ikone i točan datum njezina nastanka sporni su. Vjeruje se, da ju je naslikao Teofan Grk oko 1382. – 1395. U knjizi Donskog manastira stoji, da je Gospa Donska bila dar donskih Kozaka Dimitriju I. Donskom dan prije Kulikovske bitke 1380. godine.

## Galerija
- Donski manastir u Moskvi, glavno svetište Donske Gospe.
- Kovanica s Donskom Gospom.
- Povećani detalj